# Max Schmidt (Moderator)

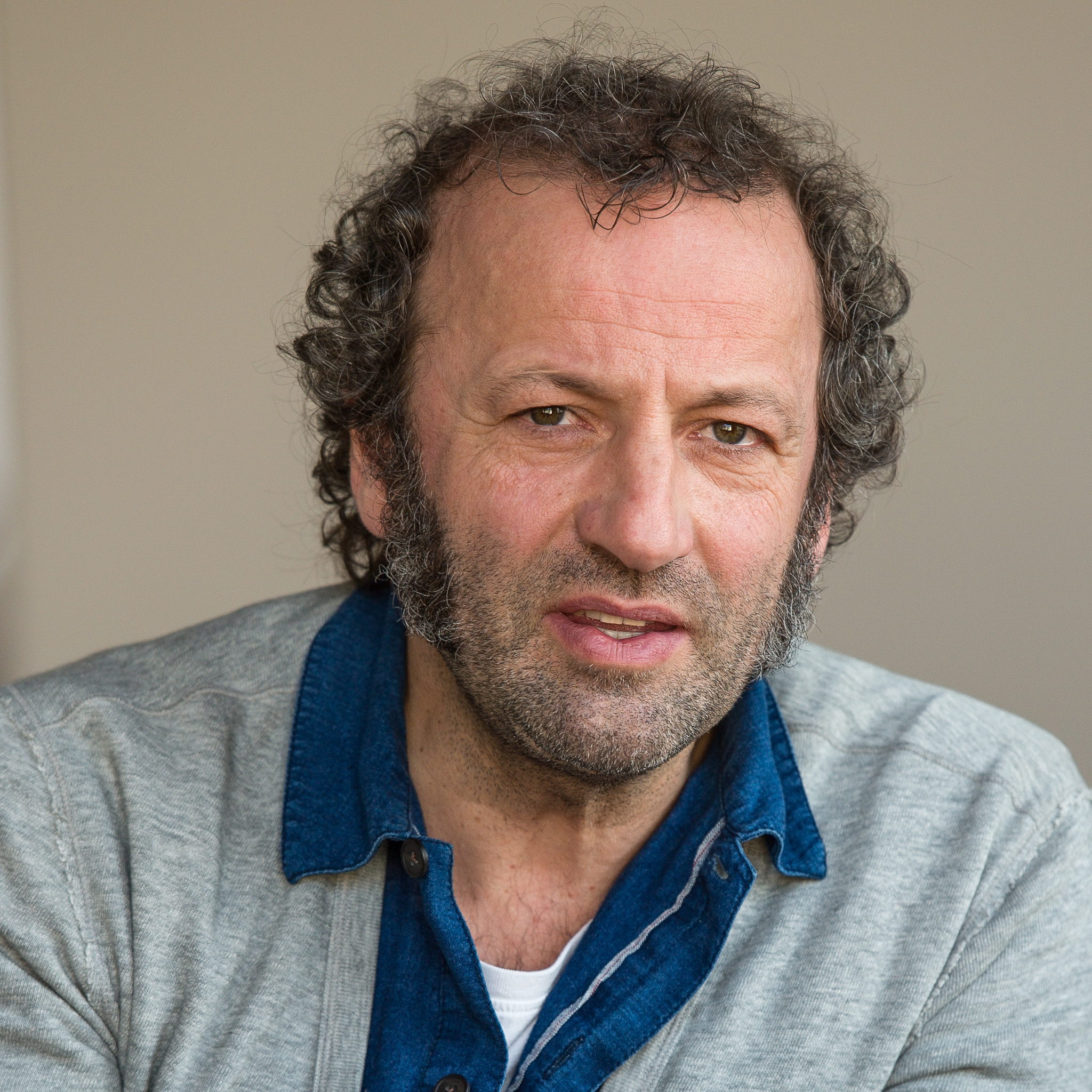
Max Schmidt (2017)

Max Schmidt (* 14. Oktober 1968 in München), genannt Schmidt Max, ist ein deutscher Fernsehmoderator und Schauspieler.

## Leben
Der gebürtige Münchner wuchs mit seinen Eltern und seiner Schwester in Ottobrunn auf und ist später wieder nach München gezogen. Schon sein Vater, Großvater und Urgroßvater hießen mit Vornamen Max, sein Urgroßvater hatte einen Stand am Münchner Viktualienmarkt.
Zunächst arbeitete Schmidt in der Werbefilmbranche. Durch humoristische Einspielfilme wurde das Bayerische Fernsehen auf ihn aufmerksam. Seit 2003 moderiert Max Schmidt das vierzehntäglich ausgestrahlte Magazin freizeit im Bayerischen Rundfunk. Außerdem berichtet er für das Bayerische Fernsehen vom Münchner Oktoberfest. Nebenbei spielte er kleine Nebenrollen in diversen Fernsehfilmen und -serien.
Bekannt wurde Schmidt auch als Werbefigur für Castrol. Von 2006 bis 2007 war er in Werbespots für die Chipsmarke funny-frisch im Fernsehen und im Kino zu sehen. Es folgten weitere Engagements als Schauspieler, so zum Beispiel in der Serie München 7 oder im Tatort, außerdem wirkte er auch als Hauptdarsteller in einigen bayerischen Kinofilmen mit.
Im August 2012 wurde Schmidt während der Dreharbeiten für den ZDF-Krimi Hattinger und die kalte Hand unabsichtlich von Edgar Selge mit einer Gaspistole, die versehentlich mit Platzpatronen geladen war, angeschossen.
2016 gründete Schmidt dann die Tele70 Filmproduktion. Er ist dafür bekannt, dass er ausschließlich bairischen Dialekt spricht.

## Privates
Schmidt lebt mit seiner Familie in München und am Chiemsee. Bis 2014 betrieb er mit einem Freund eine kleine Modellbaufirma. Ein Markenzeichen sind seit vielen Jahren seine Koteletten.

## Filmografie (Auswahl)

### Kino
- 2001: Dezemberküsse
- 2005: Es ist ein Elch entsprungen
- 2010: Eine ganz heiße Nummer
- 2013: Dampfnudelblues
- 2014: Winterkartoffelknödel
- 2016: Schweinskopf al dente
- 2017: Grießnockerlaffäre
- 2018: Sauerkrautkoma
- 2019: Leberkäsjunkie
- 2021: Weißbier im Blut
- 2021: Kaiserschmarrndrama
- 2022: Guglhupfgeschwader
- 2023: Rehragout-Rendezvous

- 2024: Hundswut[6]

### Fernsehen
- 2003: BR Fernsehen freizeit (14-täglich, bis heute)
- 2012: Jeder Tag zählt
- 2013: München 7
- 2013: 24 Milchkühe und kein Mann
- 2013: Hattinger und die kalte Hand – Der Chiemseekrimi
- 2014: Tatort: Das verkaufte Lächeln
- 2015: Tannbach – Schicksal eines Dorfes
- 2015: Monaco 110 – Die Wildsau
- 2017: Der Alte – Das 3. Auge
- 2017: Die Rosenheim-Cops – Selbst ist die Frau
- 2018: München Grill (Folge 5)
- 2019: München Mord: Leben und Sterben in Schwabing
- 2019: Marie fängt Feuer – Lügen und Geheimnisse
- 2019: Club der einsamen Herzen
- 2020: SOKO München – Tödliche Vergangenheit
- 2020: Die Rosenheim-Cops – Ein Zwilling kommt selten allein
- 2020: Laim und die Tote im Teppich
- 2020: Die Chefin – Frage der Moral
- 2020: Tatort: Kehraus
- 2023: BR Fernsehen "Der Schmidt Max auf der Suche" Staffel 1 (4 x 45 min)
- 2024: BR Fernsehen "Der Schmidt Max auf der Suche" Staffel 2 (6 x 45 min)
- 2024: Hubert ohne Staller – Eine ungeklärte Leiche
- 2025: Oktoberfest 1905

### Hörspiel
- 2015: Offenbarung 23 – Folge 61: Ludwig II.

## Buch
- 2021: Schmidt Max macht ein Buch. ars vivendi, 2021, ISBN 978-3-7472-0203-6.